# Tilly (Indre)
Tilly ist eine französische Gemeinde mit 138 Einwohnern (Stand: 1. Januar 2022) im Département Indre in der Region Centre-Val de Loire; sie gehört zum Arrondissement Le Blanc und zum Kanton Saint-Gaultier. Die Einwohner werden Tillotins genannt.

## Geographie
Die Gemeinde Tilly liegt im Regionalen Naturpark Brenne an der Grenze zum Département Vienne und an der Grenze zum Département Haute-Vienne, etwa 50 Kilometer südwestlich von Châteauroux. Im Süden reicht das Gemeindegebiet bis an die Benaize. Umgeben wird Tilly von den Nachbargemeinden Lignac im Norden, Chaillac im Nordosten und Osten, Bonneuil im Osten und Südosten, Saint-Martin-le-Mault im Südosten und Süden, Lussac-les-Églises im Süden und Südwesten sowie Coulonges im Westen.

## Bevölkerungsentwicklung
| Jahr                       | 1962 | 1968 | 1975 | 1982 | 1990 | 1999 | 2006 | 2013 | 2020 |
| Einwohner                  | 346  | 306  | 279  | 229  | 198  | 189  | 172  | 144  | 141  |
| Quellen: Cassini und INSEE |      |      |      |      |      |      |      |      |      |

## Sehenswürdigkeiten
- Kirche Notre-Dame
- Zisterzienserkloster La Colombe, 1129 gegründet, 1791 aufgelöst

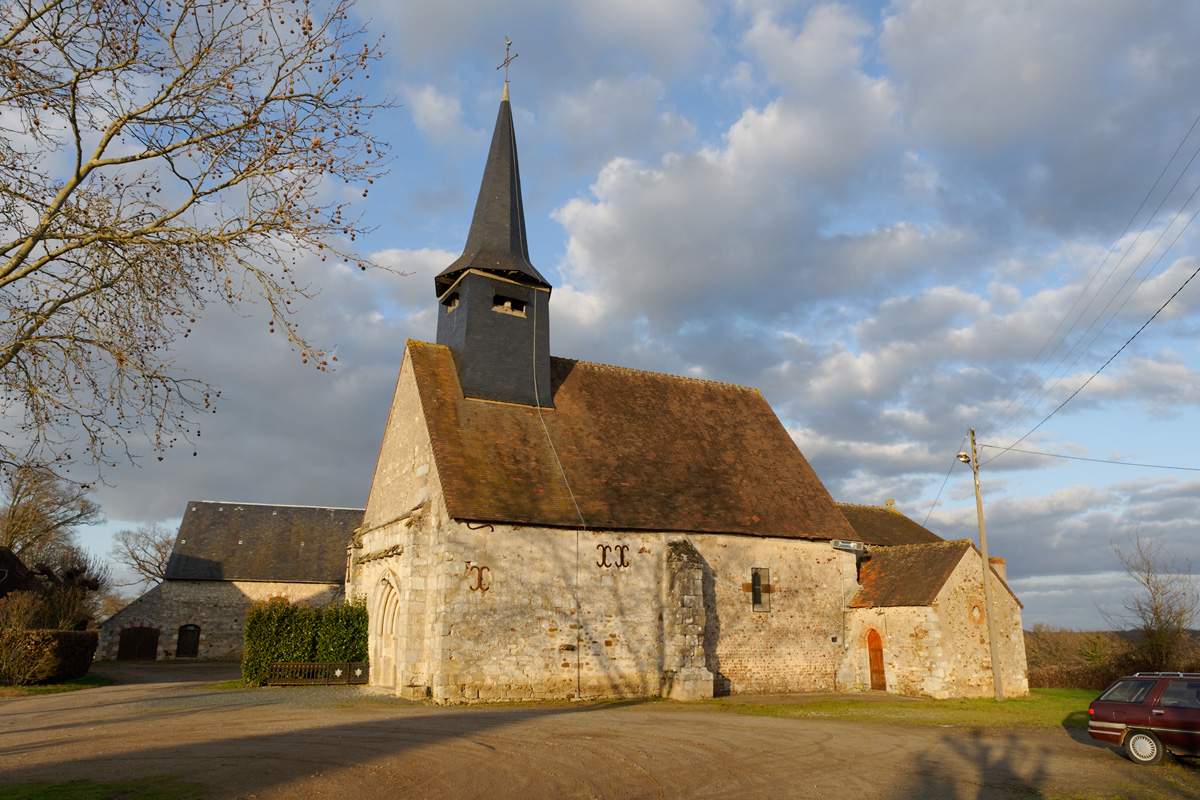
Kirche Notre-Dame